# Joey Porter
Pour les articles homonymes, voir Porter.
(en) Statistiques sur pro-football-reference
Joey Eugene Porter, né le 22 mars 1977 à Kansas City (Missouri), est un joueur américain de football américain évoluant au poste de linebacker.

## Biographie
Étudiant à l'université d'État du Colorado, il joua pour les Colorado State Rams.
Il fut drafté en 1999 à la 73e place (troisième tour) par les Steelers de Pittsburgh. Il remporta le Super Bowl XL avec les Steelers avant de partir aux Dolphins de Miami en 2007.
Il a une réputation de trash talker, c'est-à-dire de joueur très provocateur verbalement envers ses adversaires.
Il a été sélectionné quatre fois au Pro Bowl (2002, 2004, 2005 et 2008) et trois fois en All-Pro (2002, 2004 et 2005).
En mars 2010, il signe aux Cardinals de l'Arizona.
En 2012, voulant prendre sa retraite au sein des Steelers de Pittsburgh, il s'arrange avec le management de cette franchise pour signer un contrat d'un jour avec les Steelers, puis il prend sa retraite officielle le 3 août 2012.

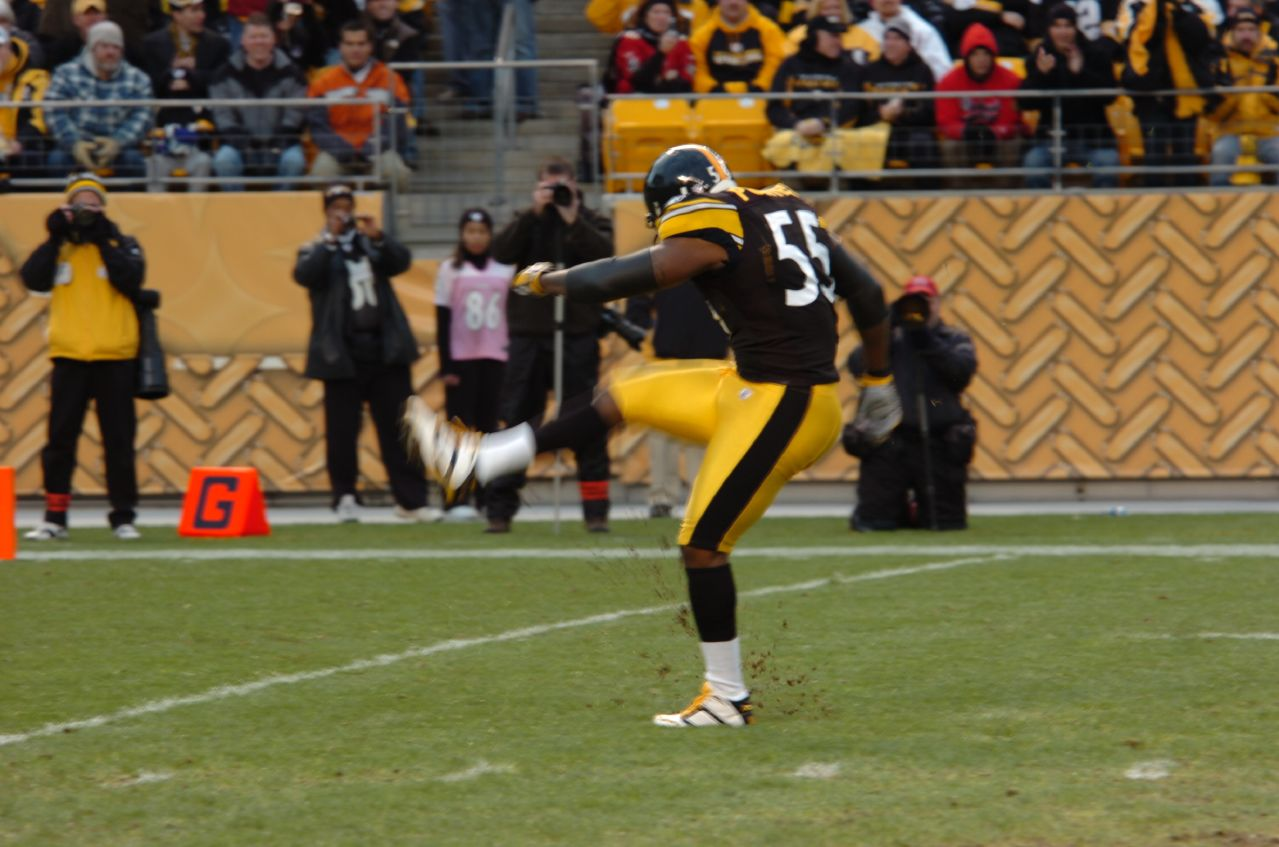
Joey Porter